# إرفين كريمرز

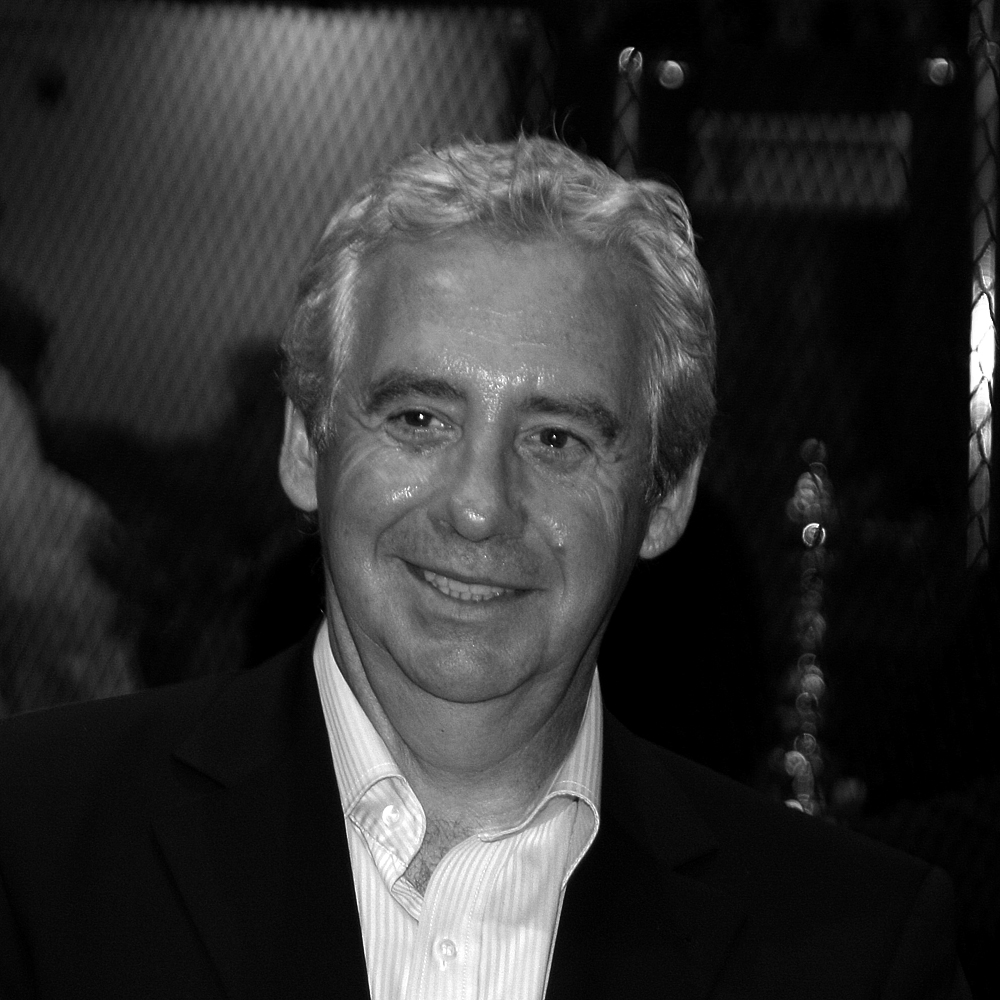
إرفين كريمرز (2009)

إرفين كريمرز (بالألمانية: Erwin Kremers) لاعب كرة قدم ألماني سابق من مواليد 24 مارس 1949.
لعب مع منتخب ألمانيا لكرة القدم.

## مسيرته الكروية
لعب إرفين كريمرز خلال مسيرته الاحترافية مع 3 أندية في اثنا عشر موسمًا وسجل خلالها 69 هدفًا ضمن 294 مباراة. حيث فاز في موسمين بالكأس ولم يفز بأي دوري.
خاض إرفين كريمرز مسيرته مع نادي بوروسيا مونشنغلادباخ في موسم 1967–68 ولمدة موسمين، مشاركًا في 24 مباراة سجل خلالها هدفًا واحدًا. ثم انتقل إلى نادي كيكرز أوفنباخ في موسم 1969–70 ولمدة موسمين، حيث شارك في 58 مباراة سجل خلالها 18 هدفًا. لينتقل بعدها إلى نادي شالكه 04 في موسم 1971–72 ليلعب معه ثمانية مواسم، مشاركًا في 212 مباراة سجل خلالها 50 هدف.

## روابط خارجية
- إرفين كريمرز على موقع ميوزك برينز (الإنجليزية)
- إرفين كريمرز على موقع ديسكوغز (الإنجليزية)
- إرفين كريمرز على موقع قاعدة بيانات كرة القدم.إي يو (الإنجليزية)
- إرفين كريمرز على موقع بيانات كرة القدم. دي إي (الألمانية)
- إرفين كريمرز على موقع ناشيونال فوتبول تيمز (الإنجليزية)
- إرفين كريمرز على موقع عالم كرة القدم.نت (الإنجليزية)